# 3904 Honda
3904 Honda è un asteroide della fascia principale. Scoperto nel 1988, presenta un'orbita caratterizzata da un semiasse maggiore pari a 2,5562073 UA e da un'eccentricità di 0,0985867, inclinata di 15,00315° rispetto all'eclittica.
L'asteroide è stato così chiamato in onore dell'astronomo giapponese Minoru Honda.